# Русский журнал
«Русский журнал» — ежедневное российское общественно-политическое интернет-издание, старейший российский сетевой журнал. Основан в 1997 году.

## История
Основатели — Глеб Павловский, Марат Гельман, Сергей Чернышёв — обсуждали создание журнала «Идиот», однако не сошлись во взглядах. Затем был основан «Русский журнал», из которого позже появился журнал «Пушкин». С 1997 по 1998 год Елена Пенская работала заместителем главного редактора журнала «Пушкин», а с 1998 по 2010 год — заместителем главного редактора «Русского журнала».
Издателем и главным редактором журнала стал Глеб Павловский. Контент производила редакция журнала «Пушкин», а «Русский журнал» републиковал выборочно материалы в своих рубриках. Особенно насыщенной оказалась универсальная часть под названием «Травмпункт». В 2001 году под эгиду «Русского журнала» перешёл проект «Журнальный зал» (крупнейшая электронная библиотека современной русской литературы, публикуемой в литературной периодике).
Официальная дата запуска проекта — 14 июля 1997 года, фактическая — сентябрь-октябрь 1998.
Елена Пенская в 2011 году выделяла 7 этапов развития издания, каждый из которых был связан со сменой дизайна и сменой структуры публикаций. Эти периоды:
- 1997—1998
- 1998—2001
- 2001—2004
- 2004—2005
- 2005—2007
- 2007—2008
- 2008—2011

Первые шеф-редакторы журнала «Пушкин»: Игорь Захватов и Ирина Богат. Затем шеф-редактором стал Тимур Кибиров. В 1997 году в «Русском журнале» и «Пушкине» работали Елена Пенская и Алексей Мокроусов, который привлёк также Игоря Шевелева, Сергея Земляного, Валерия Подорогу, Елену Ознобкину, Елену Петровскую. Такой рабочий состав был у журнала два месяца. Алексей и его команда покинули журнал «Пушкин» (позже, в конце 2006 года Алексей Мокроусов вернулся в качестве редактора отдела «Культура» в РЖ и работал до конца 2009 года). Над «Русским журналом» в 1997 году работали также Дмитрий Иванов и Марина Литвинович. В 1997 году выпускающим редактором был Илья Овчинников.
Иван Давыдов вёл раздел «Книги», который включал в себя «Книгу на завтра», «Книгу на вчера». С сентября 1998 по февраль 2000 года он — редактор рубрики «Круг чтения» в РЖ, затем — ведущий колонки «Интерпол».
В начале 1998 года в «Русском журнале» начал работать Вячеслав Глазычев. Он создал и курировал рубрику РЖ «История современности», где собирался жанровый неформат — документы, очерки, мемуары, эпистолярия и пространные рассуждения[уточнить].
В 1998 году появилась специальная вкладка — «журнал в журнале» — Net-Культура. Её вел Евгений Горный.
Роман Лейбов вёл в «Русском журнале» еженедельное обозрение «Бессрочная ссылка» (с 5 января 1998 по 8 мая 2000 года 113 выпусков). Вёл так же Net-культуру и колонку «Понедельник» почти 10 лет (до 2007 года).
Андрей Левкин, с 1998 автор в разделе «NET-культура», позже — редактор рубрики «Политика». (Позже — с ноября 2006 по август 2008 года в РЖ Андрей Левкин вёл самостоятельную рубрику «Новые описания»). После ухода Левкина из отдела политики в 1999 году его возглавил Андрей Мадисон (до 2000 года). При Мадисоне в «Русском журнале» стал публиковаться Михаил Ремизов, выпускник философского факультета МГУ, в дальнейшем ставший редактором отдела политики.
В 1998 году журнал занял второе место в номинации «Лучший ресурс на тему культуры и искусства» в конкурсе, организованном Центром современного искусства Дж. Сороса.
Борис Кузьминский в 1999—2000 годах превратил «Круг чтения» в раздел, который стал автономным внутренним авторским изданием: «Шведская лавка», «Иномарки», обозрения «Аделаиды Метелкиной», «Чтение без разбору», «Книга на завтра», «Периодика» и «Электронные библиотеки». Борис ушёл в начале 2001 года. В тот же год рубрику принял Олег Проскурин. При нём была попытка создать «мастерскую рецензий». Подраздел «Штудии» курировал Андрей Немзер. Борис Кузьминский в конце 2003 года вернулся в РЖ на пост шеф-редактора. В 2000—2003 годах ярким событием[уточнить] была еженедельная колонка Александра Агеева «Голод».
Денис Бычихин был редактором раздела «Сумерки просвещения» (2000—2002). Вернулся в РЖ в 2005 году и год вёл проект «Русские ночи» — «физиологические» репортажи о «культовых местах» и завсегдатаях столичного, реже немосковского политического круга. В 2002—2011 годах неофициальным шеф-редактором РЖ был редактор отдела политики — Кирилл Якимец, участник группы «Чердак офицера», автор эротических публикаций в газете «Ещё» и «Playboy». Кирилл Якимец так же является автором проекта «Энциклопедия политических дискуссий» РЖ.
В 2001 году под псевдонимом Ефим Дикий колонку в издании вёл журналист Сергей Ильин, ныне главный редактор журнала «ВВП» («Валовой внутренний продукт»).
Несколько месяцев (в конце 2003 — начале 2004 года) раздел вёл Андрей Василевский, главный редактор журнала «Новый мир».
В качестве редактора в РЖ весной — летом 2004 года работал Максим Шевченко.
Никита Гараджа — до 2006 года. С середины 2004 по ноябрь 2006 года в РЖ вёл авторскую колонку «Всюду жизнь» Олег Кашин.
С августа 2006 по январь 2008 года Алексей Чадаев — заместитель главного редактора РЖ. За время редакторства его иногда подменяли — Владимир Голышев и Вячеслав Данилов. В январе 2008 года шеф-редактором сетевого проекта «Штаты — 2008» на сайте РЖ назначен Борис Межуев. С сентября 2008 до лета 2010 года он — шеф-редактор РЖ, один из двух заместителей главного редактора (наряду с Еленой Пенской).
В 2010 — августе 2011 года — шеф-редактор РЖ Александр Павлов. С августа 2011 — Александр Морозов, после его эмиграции в 2015 году проект приостановлен.

### «Рабочие тетради РЖ»
В 2008 году, десять лет спустя после прекращения «Пушкина», снова стали выходить бумажные выпуски. С февраля 2008 года Борис Межуев — шеф-редактор «Рабочих тетрадей» и еженедельного бюллетеня. «Русский журнал. Рабочие тетради» — стартовали в апреле 2008 года. Их цель, как объясняли авторы, — «выявить идейную подоплёку важнейших событий в российской политике, культуре и экономике». Всего вышло три номера: весна, лето, осень. Последний, зимний, посвящённый 40-летию «1968 года», был остановлен на стадии вёрстки.

### «Ньюслеттер»
«Ньюслеттер» — еженедельное периодическое печатное издание, которое «Русский Журнал» выпускал в электронной форме. «Ньюслеттер» распространялся в виде PDF-рассылки с осени 2008 по осень 2011 (до лета, в июле — последний выпуск). Издание носило общественно-политический характер, в нём печатались эксклюзивные интервью ведущих западных и российский интеллектуалов. Каждый номер был тематическим. «Ньюслеттер» выходил на русском и английском языках.

## Редакция
С января 2013 года:
- Александр Морозов — главный редактор

## Значение в культуре и политике
Русский журнал имел существенное значение как в части переноса российской гуманитарной культуры в Интернет, так и в части конституирования её в политике. Журнал называют одним из первоначальных центров разработки идеологии режима В. В. Путина и, в частности, идеи российской гражданской нации.
На платформе Русского Журнала длительное время, с 2001 по 2018 гг. существовал проект «Журнальный зал» — неофициальный главный портал русскоязычной литературной периодики, включавшей 3822 выпуска 40 литературных журналов разных лет, в которых было опубликовано 21964 автора. Финансирование этого проекта было внезапно прекращено Г. О. Павловским. Проработав 4 месяца на волонтёрских началах, проект закрылся что вызвало возмущение литературного сообщества и, даже, спровоцировало выставку, посвящённую данному событию. Впоследствии, проект переехал на другую платформу и заново открылся в июле 2019 года.